# Федір Ростиславич Чорний
Федір Ростиславич Чорний(1243 — 1300) — князь ярославський (бл. 1290 — 1300), можайський (1275—1300) і великий князь смоленський (1279—1297). Був одружений з княгинею Анною Менгурівною, дочкою ординського царя Менгу-Тимура і правнчукою хана Батия. Православний святий. Потомки Федора Ростиславича правили удільним Ярославським князівством до другої половини XV ст.

## Життєпис
За словами літописця, після смерті батька, брати Гліб і Михайло образили Федора, давши йому один Можайськ. Але Федору вдалося поправити ситуацію вдалим одруженням. У 1261 році вдова ярославського князя Василя Всеволодовича, княгиня Ксенія вибрала Федора в чоловіки своїй дочці Анастасії. У посаг за дружиною Федір отримав Ярославське князівство. 
Від першої дружини Федір мав сина Михайла. Під час його відсутності (Федір поїхав у справах в Орду) княгиня Анастасія померла і теща з ярославськими боярами проголосила князем молодого Михайла. Коли ж Федір Ростиславич вернувся з Орди до міста його не впустили. Тоді князь вирушив назад в Орду, там одружився з дочкою хана, Джеджехатунь (в хрещенні — Анна) і нажив з нею синів — Давида і Костянтина.
У 1290 році, дізнавшись про смерть свого старшого сина Михайла, Федір повернувся в Ярославль, де утвердився з ханською допомогою та ярликом. Також 1279 року, по смерті братів, Федір об'єднав під своєю владою Смоленське і Ярославське князівства.
У 1292 Федір разом з п'ятьма іншими князями їздив в Орду скаржитися на великого князя Дмитра Олександровича. Хан Тохта, вислухавши скарги князів, відправив на Північно-Східну Русь велике військо. Дмитро, дізнавшись про це, втік, а Андрій Олександрович Городецький разом з Федором взяли Владимир та розграбували Богородицьку церкву, а пізніше розорили ще 14 міст. Після цього Федір захопив Переяславль-Залєський, отчину Дмитра. Але незабаром брати Андрій і Дмитро помирилися і Федір змушений був поступитися останньому Переяславлем. З досади він спалив місто. На заході Федір також не зміг утримати свою владу — племінник його старшого брата, Олександр Глібович у 1297 р. опанував Смоленськ. Наступного року Федір з великим військом пішов на Олександра, довго стояв під Смоленськом і здійснив кілька штурмів, але взяти міста не зміг і повернувся в Ярославль. Похований в Ярославській церкві св. Спаса.

## Сім'я

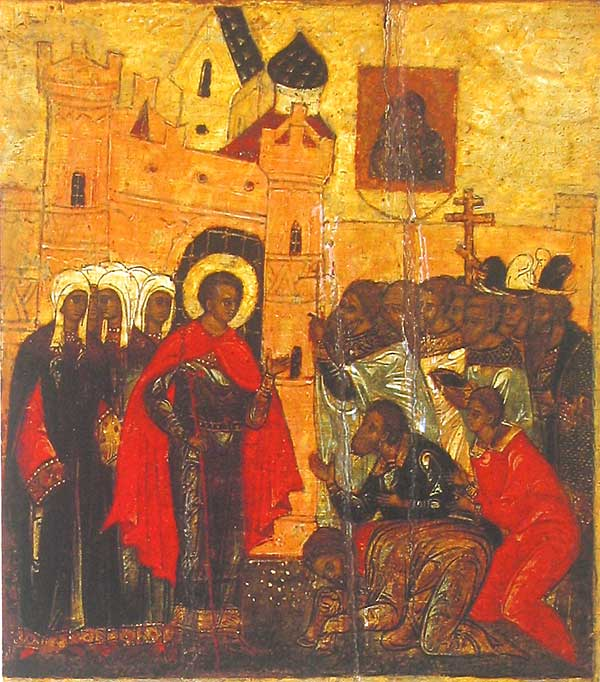
Образ «Приїзд Федора Чорного в Ярославль»

1-а дружина — Анастасія (Марія) Василівна, княгиня Ярославська, 2-а — Анна, дочка монгольського хана Менгу-Тимура.
Діти: (1)
- Михайло Федорович
- N дочка — дружина Давида Костянтиновича (? — 1280), князя Галич-Мерського
- N дочка — дружина Михайла Глібовича (1263—1293), князя Білозерського

(2):
- Костянтин Федорович Улемець (? — до 1321) — князь Ярославський
- Давид Федорович (? — 1321) — князь Ярославський